# KrioRus
KrioRus – znajdująca się w Rosji, pierwsza poza Stanami Zjednoczonymi, jedna z trzech na świecie instytucji oferujących krioprezerwację, posiadających własne pomieszczenia do przechowywania w temperaturze ciekłego azotu ciał pacjentów po oficjalnym stwierdzeniu zgonu.
Założona w 2005 r. przez 8 krioników w ramach projektu Rosyjskiego Ruchu Transhumanistycznego, oficjalnie zarejestrowana 3 maja 2006 jako sp. z o.o. Pierwszym dyrektorem był Daniła Miedwiediew (Д.А. Медведев), obecnie firmie przewodzi Valerija Udalova (В.В. Удалова) (Valerija Pride). Głównym naukowcem jest od września 2011 Jurij Piczugin, który dawniej pracował w Cryonics Institute oraz 21st Century Medicine w USA.
Pierwsza siedziba znajdowała się w miejscowości Alabuszewo (Алабушево) pod Moskwą, zaś na początku 2012 firma przeniosła się w inne miejsce. Szczegóły zostaną ujawnione w komunikacie dla prasy.
KrioRus oferuje zarówno możliwość krioprezerwacji całego ciała, jak i samego mózgu. Mózgi pacjenów przechowywane są w 250-litrowym naczyniu Dewara. Pierwszą pacjentką (sam mózg) była Lidia Fedorenko, następnym anonimowy 60-letni mężczyzna. Całe ciała znajdują się we własnoręcznie zbudowanym dewarze, a specjalny duży kriostat jest właśnie konstruowany.
Do krioprezerwacji specjaliści z KrioRus stosują krioprotektant na bazie glicerolu, mający za zadanie chronić przede wszystkim mózg.
Do chwili obecnej (kwiecień 2012) w pomieszczeniach KrioRus w ciekłym azocie znajduje się 18 pacjentów ludzkich i kilka zwierząt domowych (2 koty, 5 psów (z Rosji i ze Słowenii), 2 ptaki) poddanych krioprezerwacji. Pacjenci ludzcy to głównie obywatele Rosji, a dwoje także Estonii i Holandii.
Podpisano 25 kontraktów na krioprezerwację przyszłych pacjentów oraz 32 kontrakty na przechowywanie DNA w ciekłym azocie.
Koszt krioprezerwacji mózgu to 10 000 dolarów (możliwa jest płatność w ratach), zaś całego ciała 30 000 dolarów (ta cena ma wzrosnąć do końca 2012).
Plany na przyszłość obejmują otwarcie centrum badań nad polepszaniem jakości krioprezerwacji.